# Loggia dels Lanzi
La Loggia dels Lanzi (Loggia de la Signoria, o Loggia de l'Orcagna) és un edifici gòtic al cor de Florència (Toscana, Itàlia), a la plaça de la Signoria, al davant del palau Vecchio i a tocar de la Galeria dels Uffizi.

## Història

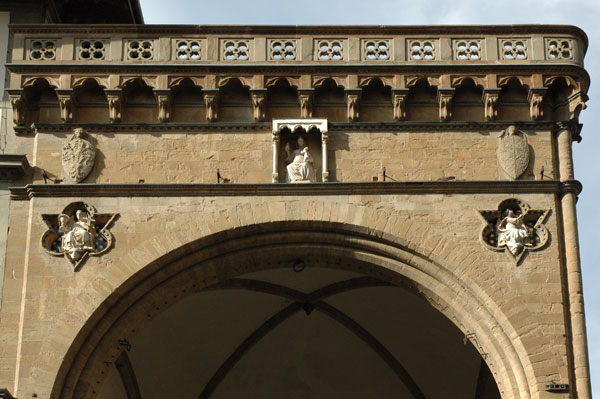
Façana lateral de la "loggia"

La construcció d'aquest edifici no es va començar fins que es va donar per acabat el Duomo, concretament entre els anys 1374 i 1384. La direcció la van portar Benci di Cione i Simone di Francesco Talenti (1300?-1369). Malgrat el seu nom, no tenia cap funció mercantil; aquesta loggia servia per als actes representatius del govern. S'hi celebraven reunions i recepcions oficials; per cert, es va inaugurar amb una recepció del bisbe de Ràvenna, el 1381. Aquesta mena de construcció no era una invenció florentina, n'hi ha precedents en altres ciutats, com ara San Gimignano.
El nom de «Loggia dels Lanzi» és degut al fet que aquí s'hi van establir el soldats mercenaris coneguts com a lanzichenecchi, en el segle xvi. També hom l'anomena de «l'Orcagna» per una atribució errònia de la seva autoria a Andrea di Cione (conegut amb el sobrenom de l'Orcagna), que es va confondre amb el seu germà Benci di Cione, tot i que sembla que Andrea també hi va col·laborar de manera poc significativa.

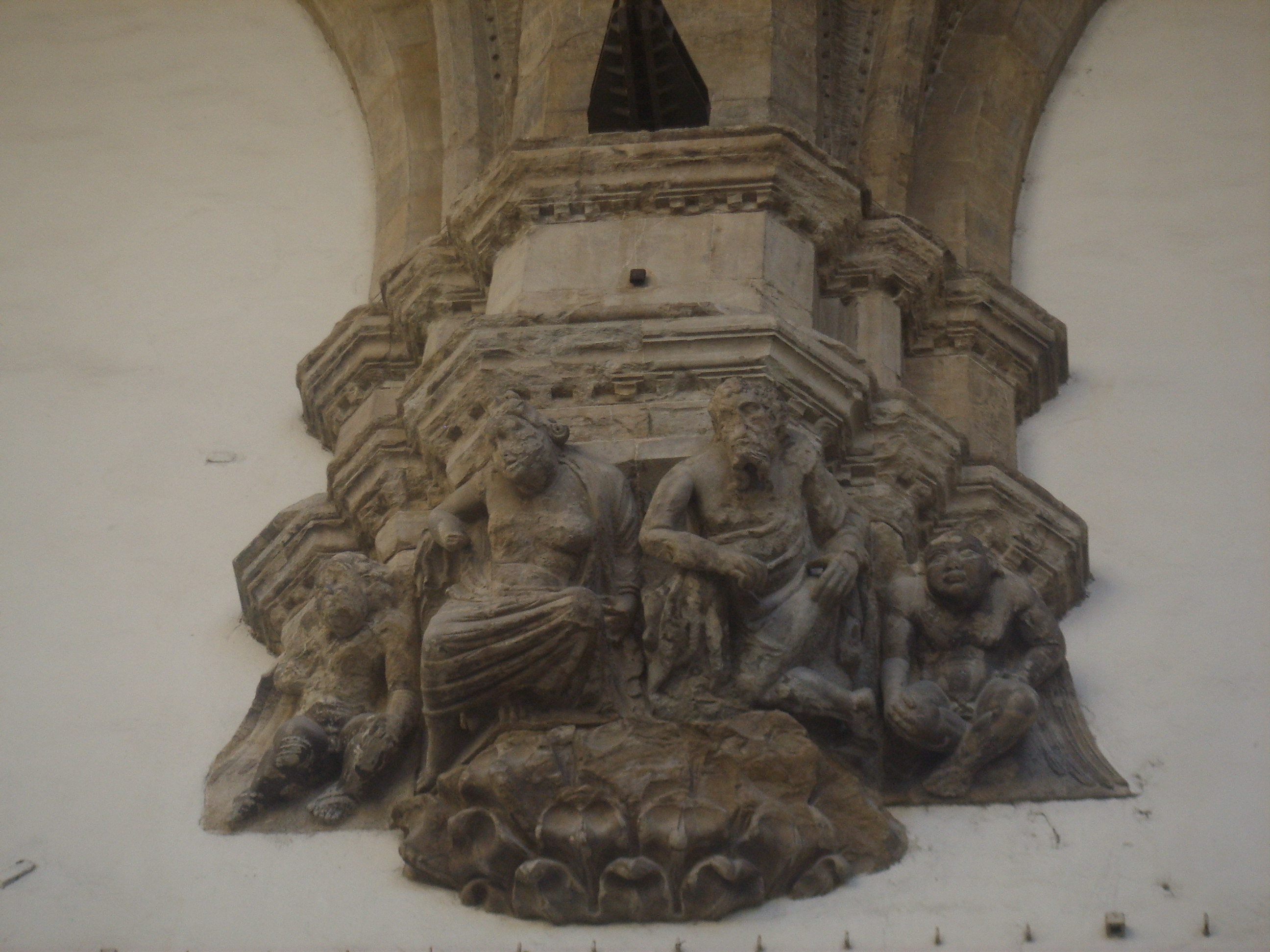
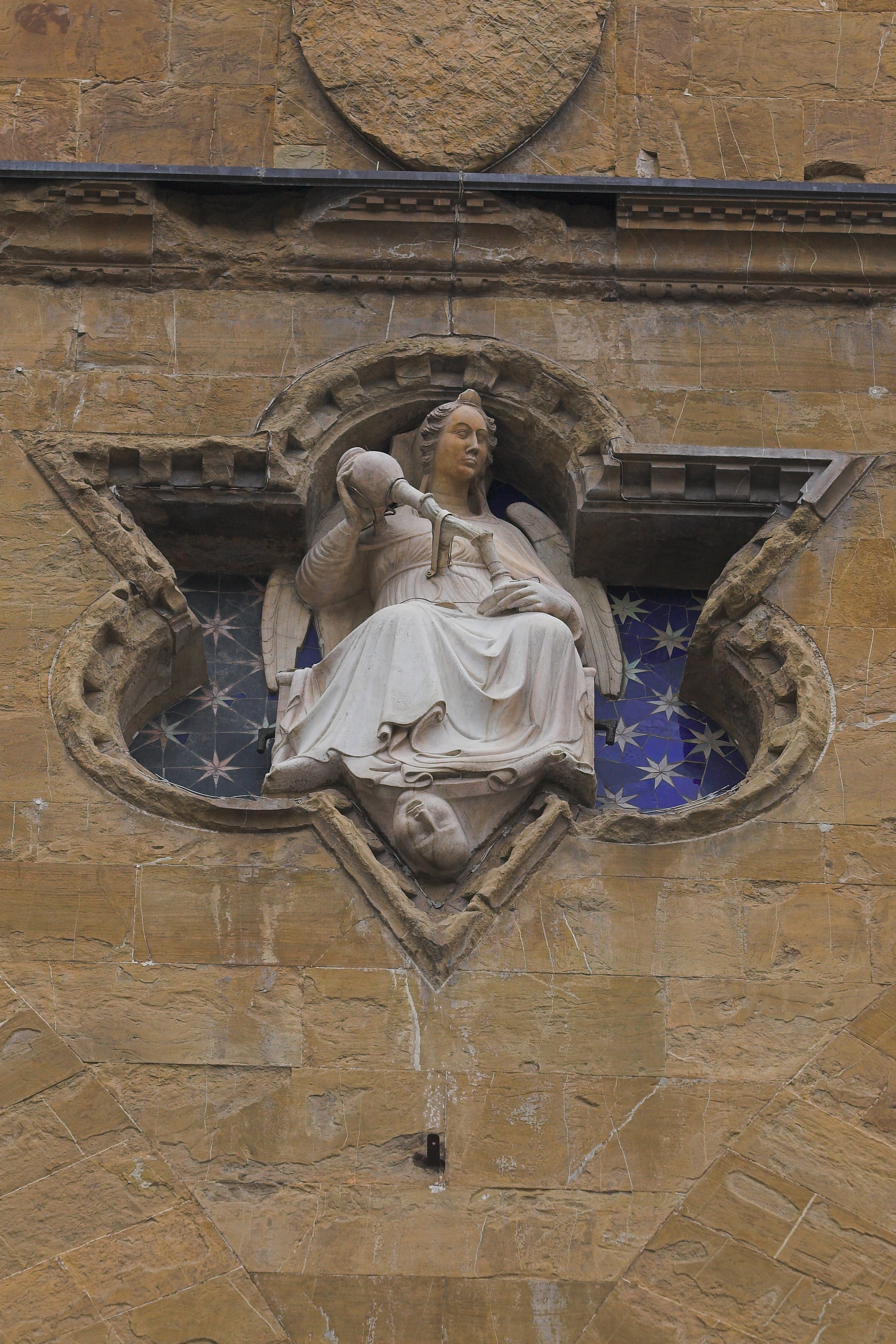

## L'edifici
La loggia és un edifici rectangular, obert a la part frontal, amb tres arcs de mig punt, que dona a la plaça de la Signoria; un dels laterals s'obre també amb una gran arcada i els altres dos costats són cecs. Hom considera que, tot i tractar-se d'un edifici gòtic, és un precedent de l'arquitectura renaixentista.
Es va construir entre el 1376 i 1381. Més endavant, concretament entre el 1384 i 1389, Jacopo di Piero Guidi i Giovanni d'Ambrogio hi van afegir els relleus de les Virtuts, sis peces situades sobre els arcs de les façanes. Més amunt, hi ha una banda amb escuts de pedra.

## La galeria d'escultures
Ja al segle xvi, quan l'edifici havia perdut el seu caràcter de representació, es va utilitzar com a lloc d'exposició d'obres escultòriques, un precedent dels museus.

### Els lleons

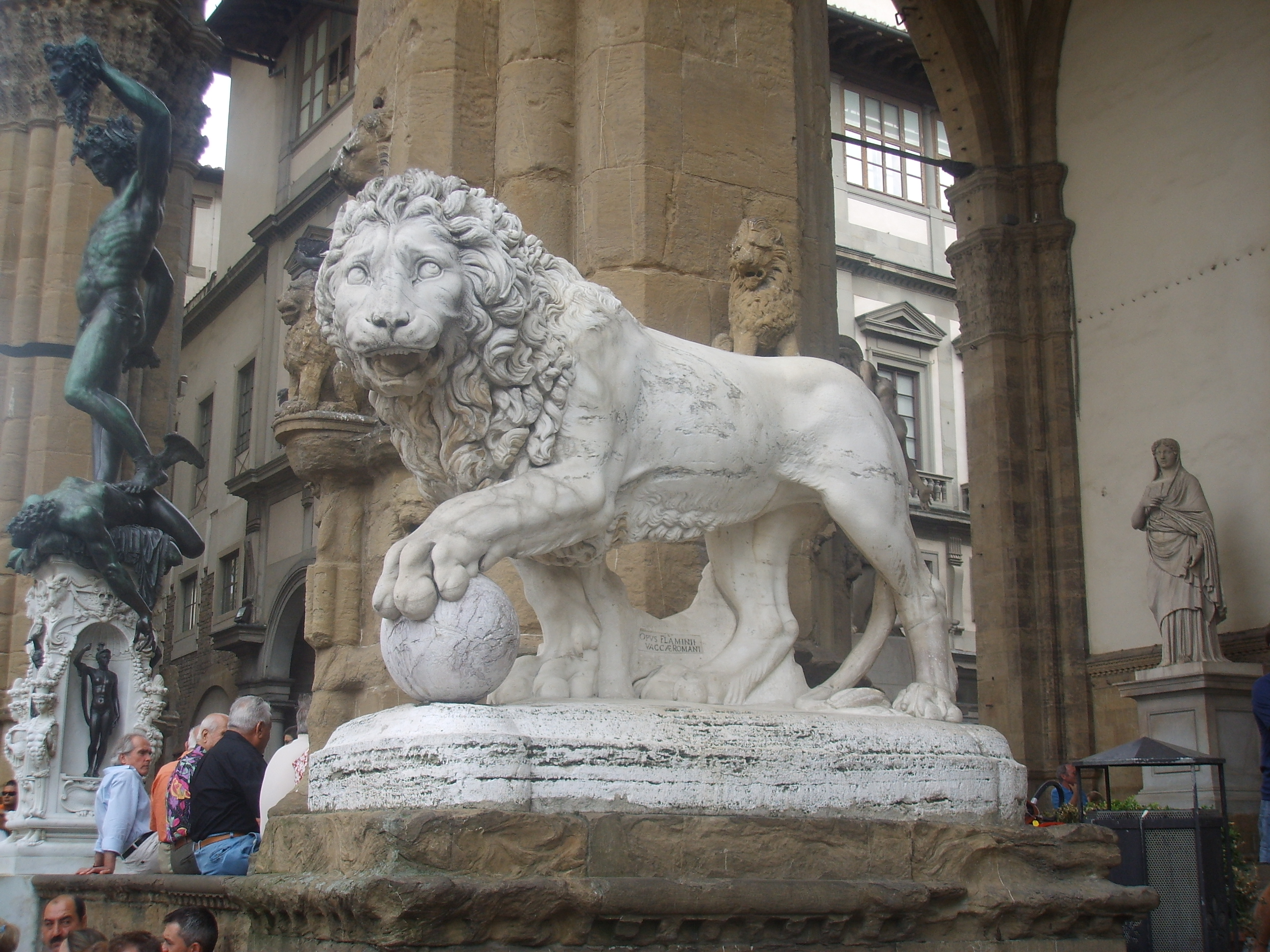
El lleó de Vacca

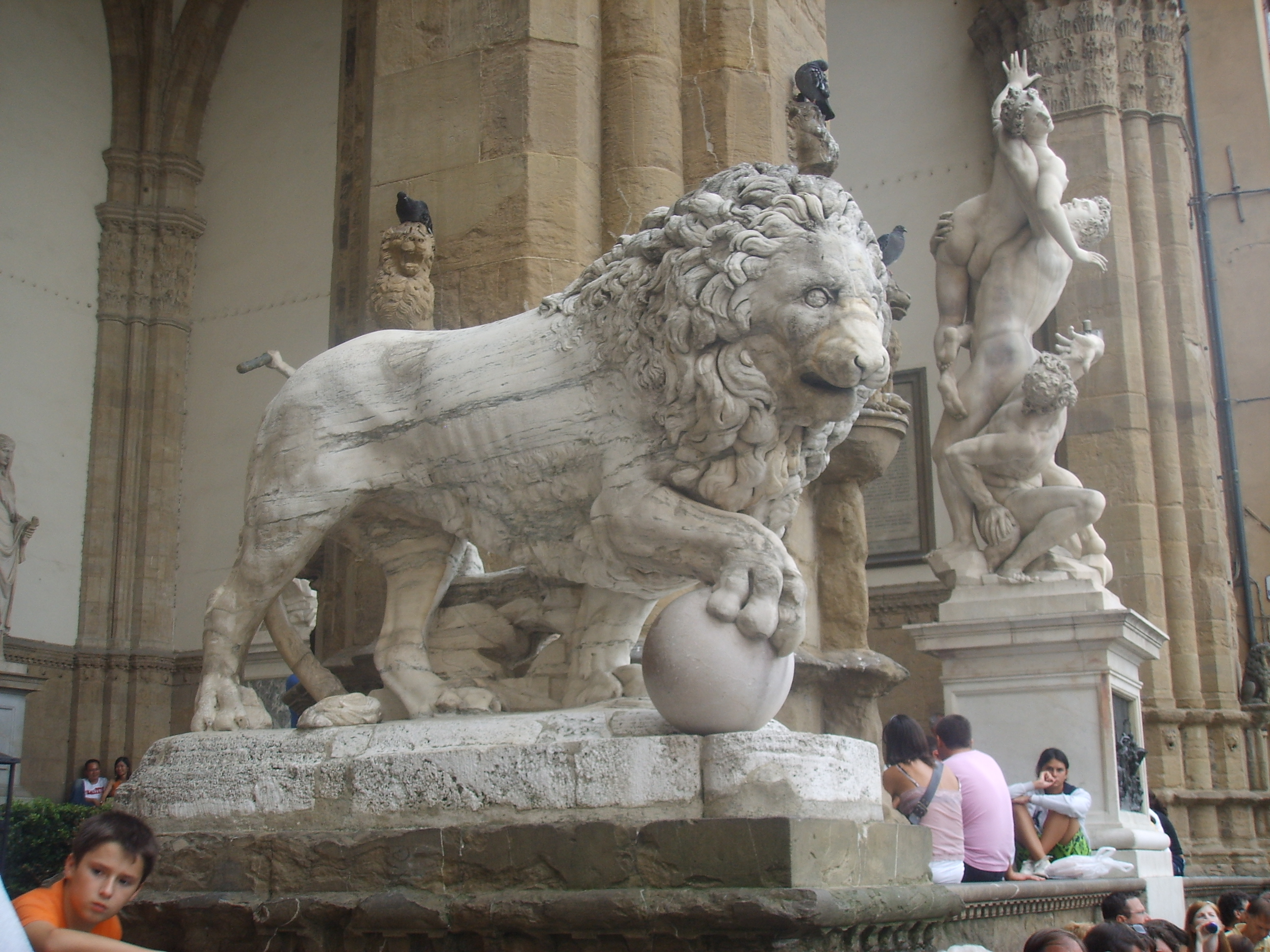
El lleó d'època romana

Sota l'arc central de la façana, es troben les escales d'accés a la "loggia" que estan flanquejades per dos lleons de marbre. El de la dreta és d'època romana, mentre que el segon és obra de Flaminio Vacca (1538-1605), del 1600.

### Perseu

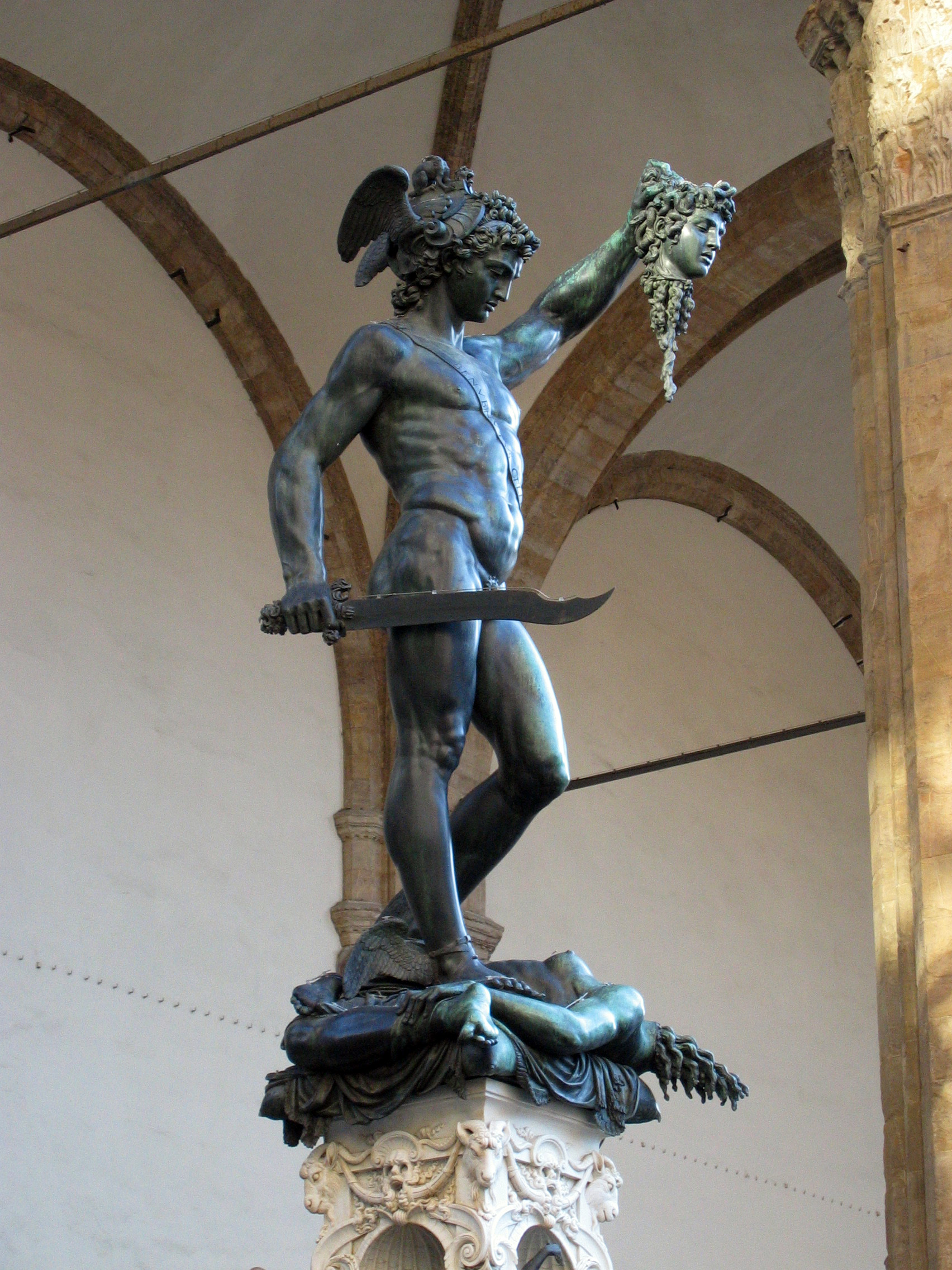
Perseu

Sota l'arcada de l'esquerra, es troba el Perseu (1545-1554), una de les obres cabdals de Benvenuto Cellini (1500-1571), concebuda especialment per situar-la en aquest lloc. És una peça de bronze que representa aquest personatge mitològic, nu, amb una espasa a la mà dreta, amb la qual acaba de tallar el cap a Medusa. Està exhibint triomfalment aquest cap amb l'altra mà. Perseu, amb un casc alat, està dret sobre la seva víctima. L'obra li fou encarregada a Cellini pel duc de Florència Cosme I de Mèdici.
El bronze està sobre un pedestal, obra del mateix Cellini, que combina el marbre amb el bronze i que ha estat substituït per una còpia per motius de conservació. L'original és al Museu del Bargello.

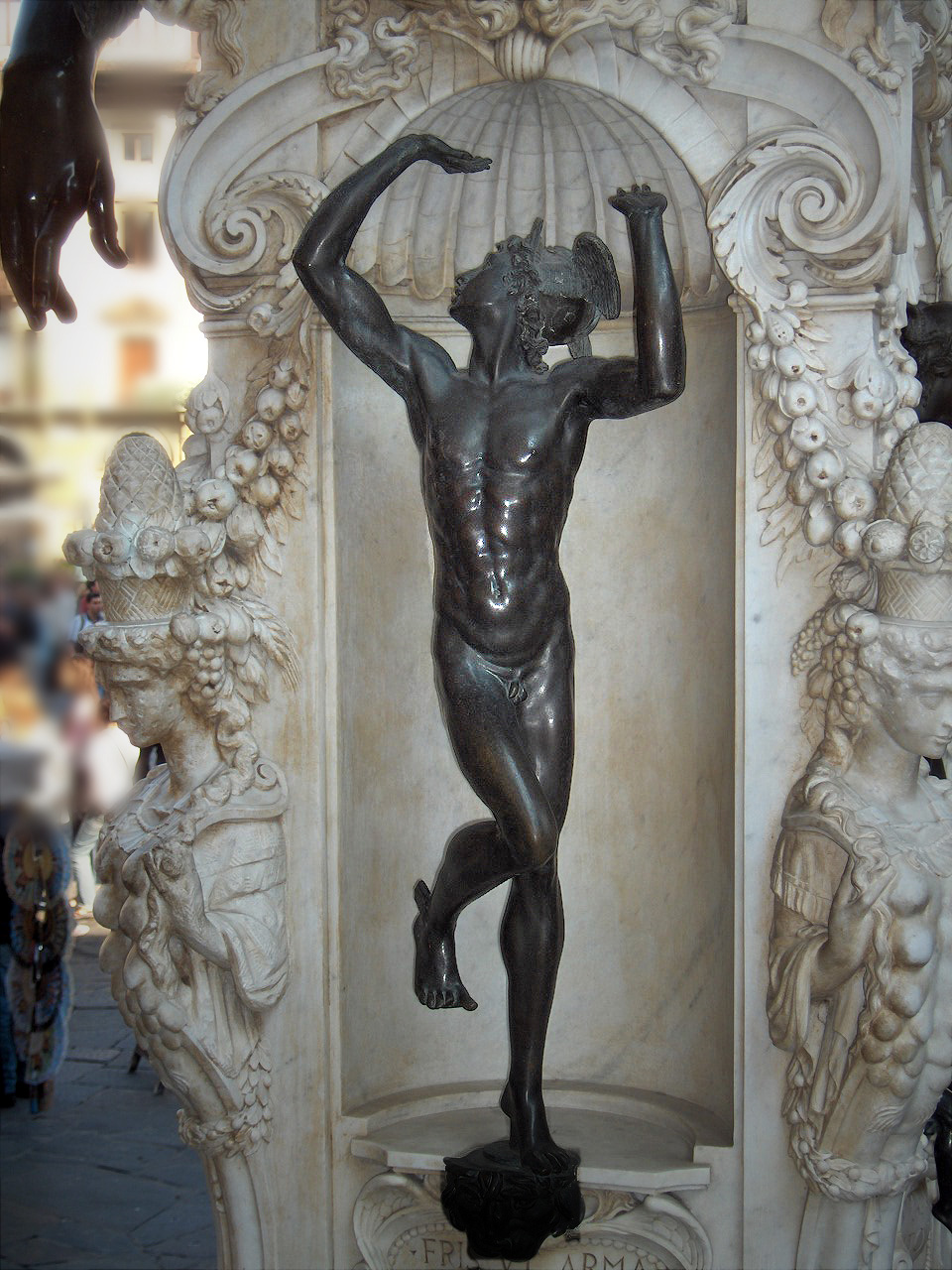
El pedestal

### Rapte de les sabines

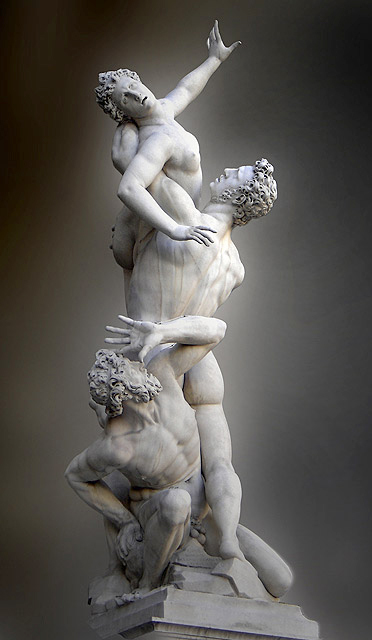
El rapte de les sabines

Sota l'arc de la dreta, i com a "pendant" del Perseu se situa El rapte de les sabines (1583). És obra del prolífic escultor d'origen flamenc Giambologna (1529-1608). Inicialment, aquest lloc era ocupat per Judit de Donatello, però més endavant es va substituir per aquesta obra monumental de 4,1 m en únic bloc de marbre. És una obra que cal contemplar-la per tots els costats; no està pensada per a veure-la frontalment, com és habitual.
En una segona fila, s'hi exposen tres obres més:

### Lluita d'Hèrcules i el centaure Nessus

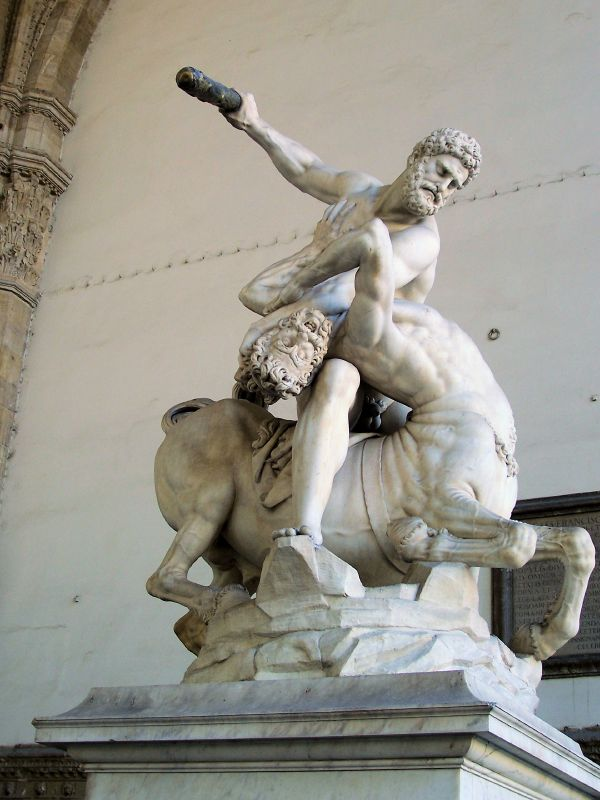
Lluita d'Hèrcules i el centaure Nessus

La Lluita d'Hèrcules i el centaure Nessus (1599) també és obra de Giambologna. Es va plaçar aquí el 1812, després d'haver ocupat uns altres llocs.

### Menelau sostenint el cos de Patrocle

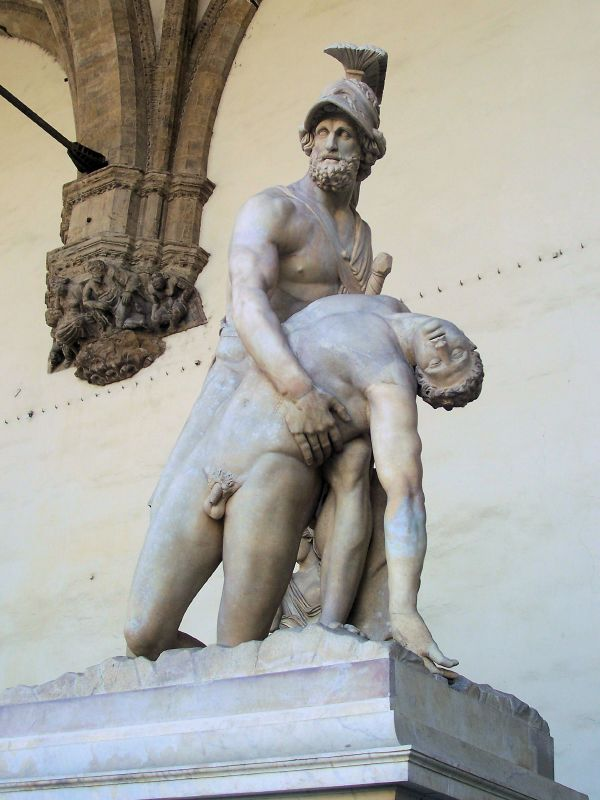
Menelau sostenint el cos de Patrocle

El Menelau sostenint el cos de Patrocle és una còpia romana d'un original grec. Fou un regal de Pius V a Cosimo I, traslladat a Florència des de Roma el 1579. Probablement, procedeix del Fòrum de Trajà, a Roma. L'obra, inicialment força deteriorada, fou restaurada per Pietro Tacca (1577-1640).

### Rapte de Políxena

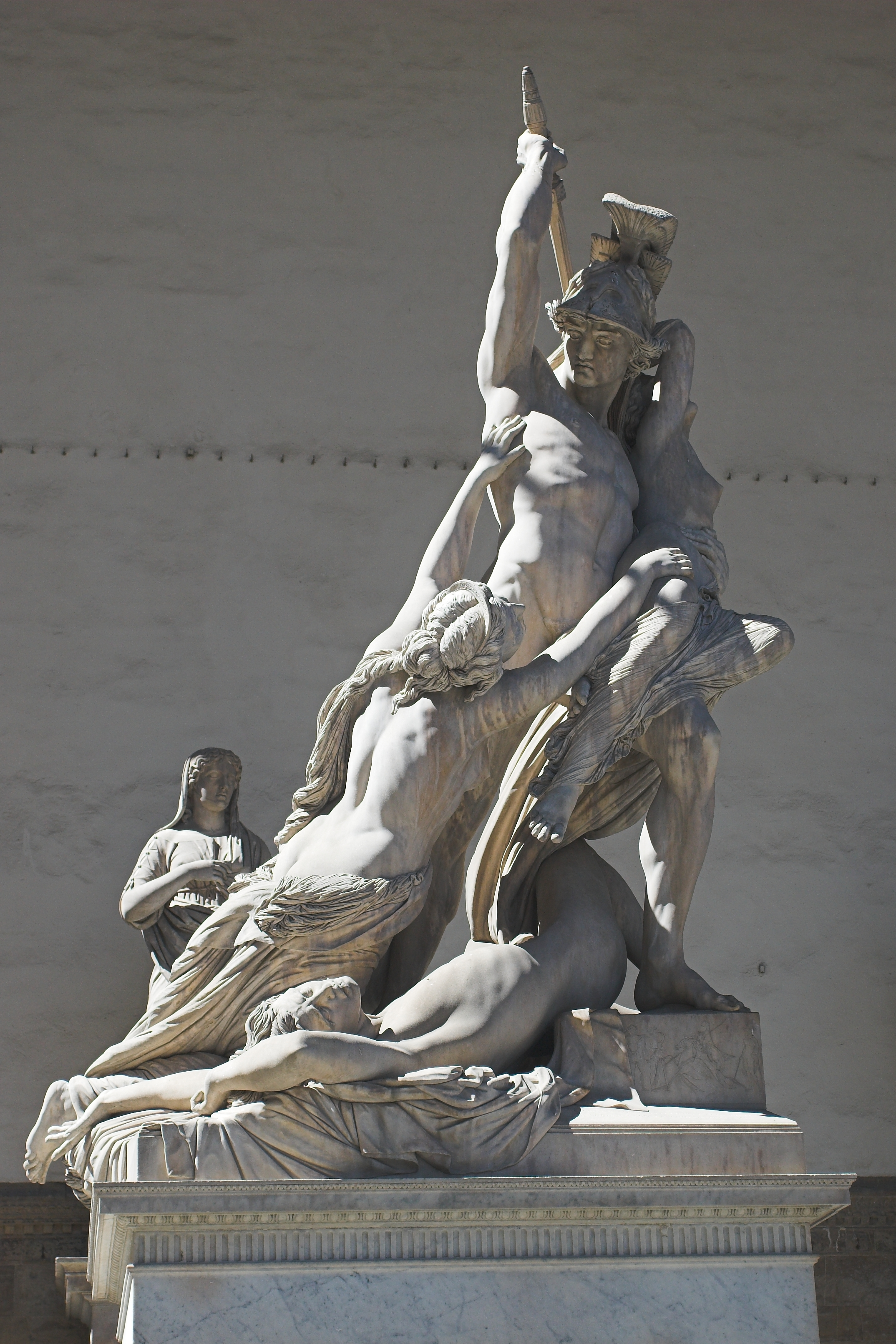
Rapte de Políxena

Pio Fedi (1816-1892) va esculpir el Rapte de Políxena entre 1855 i 1865, que representa un dels episodis de la Guerra de Troia.

### Estàtues femenines romanes
Al mur del fons, s'hi exposen alineades sis estàtues de dones romanes. El conjunt d'obres es va descobrir a Roma al segle xvi, probablement al Fòrum de Trajà. D'esquerra de dreta, les dues primeres són personatges desconeguts; la tercera, hom considera que representa la presonera Tusnelda, i les tres darreres poden ser matrones de la família imperial. Es van posar aquí el 1789.

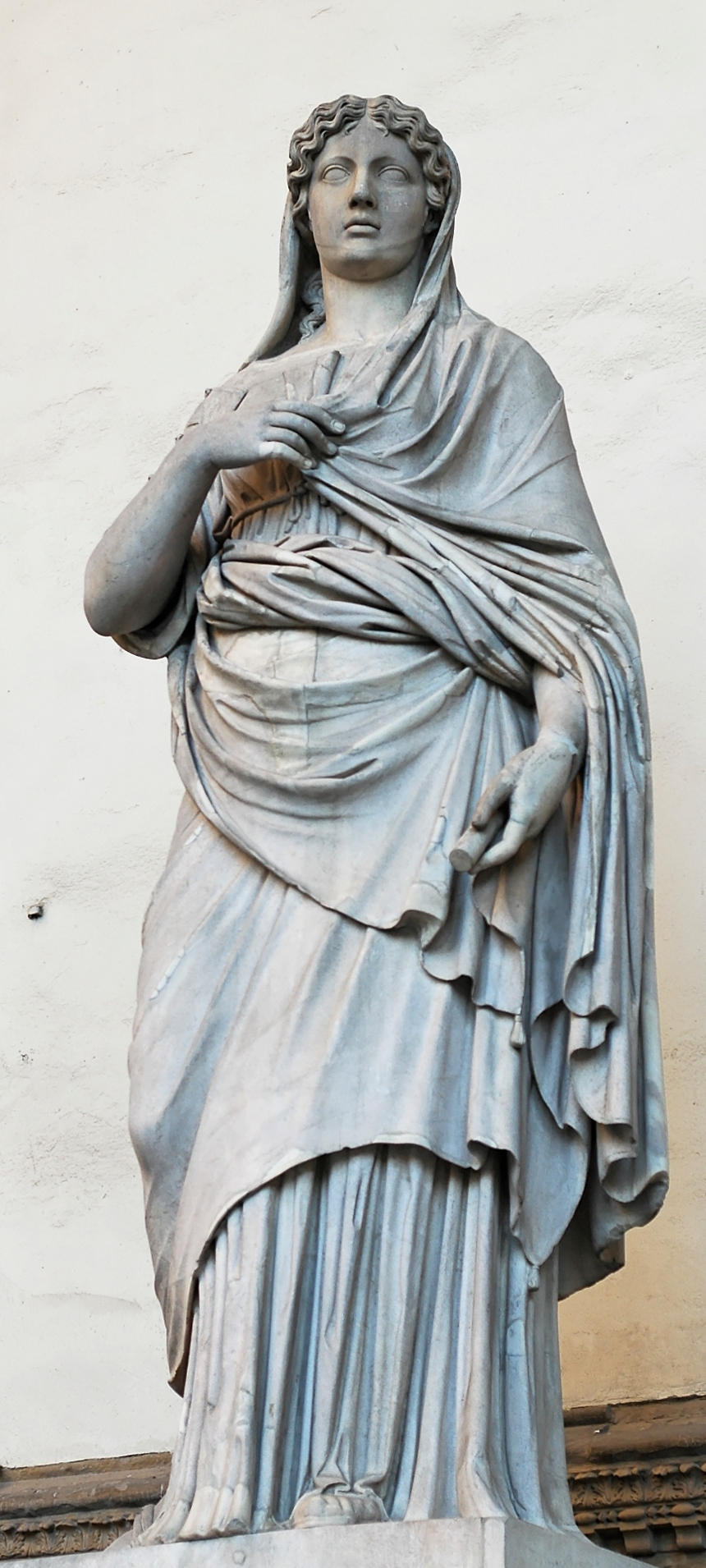
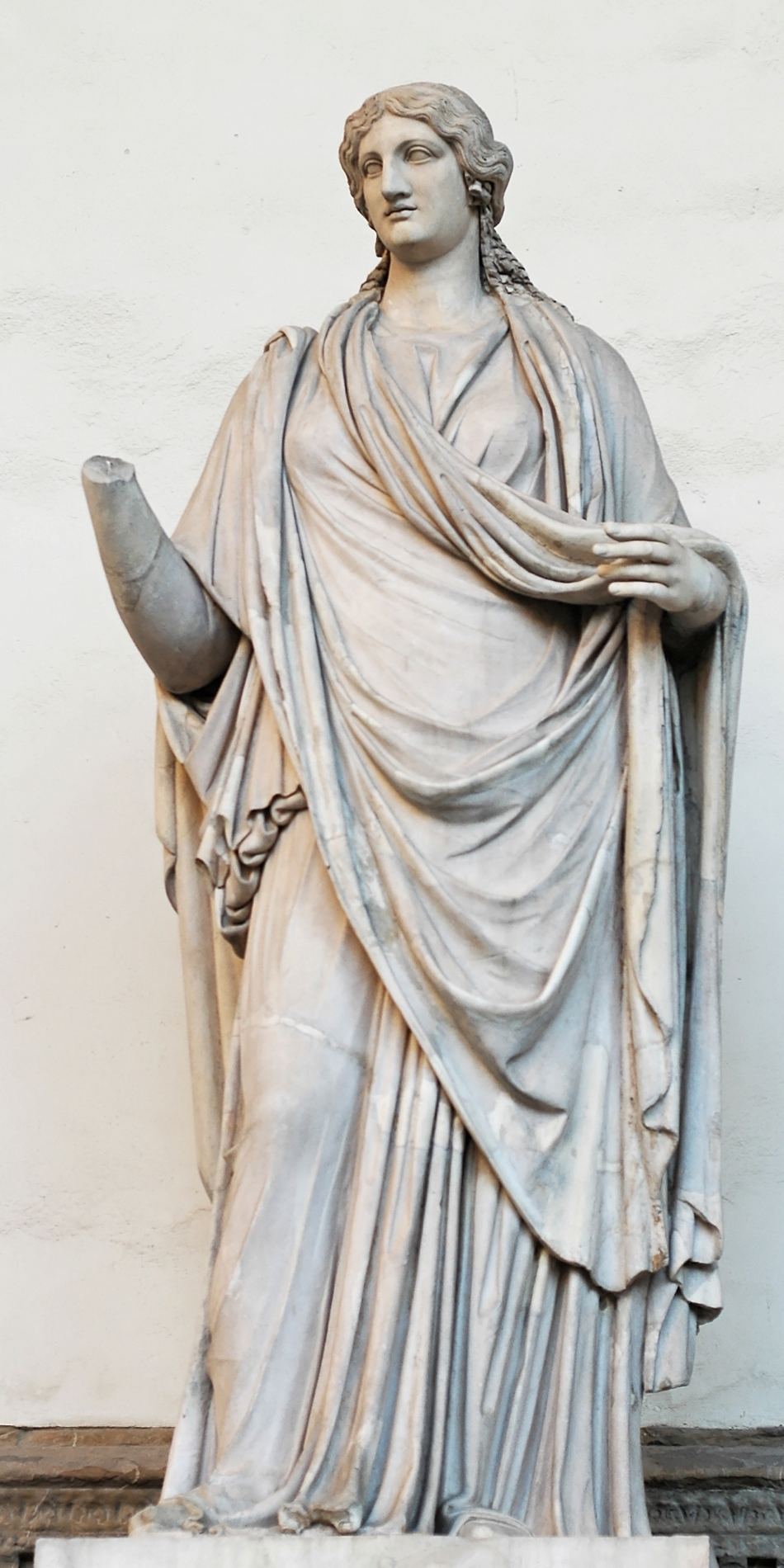
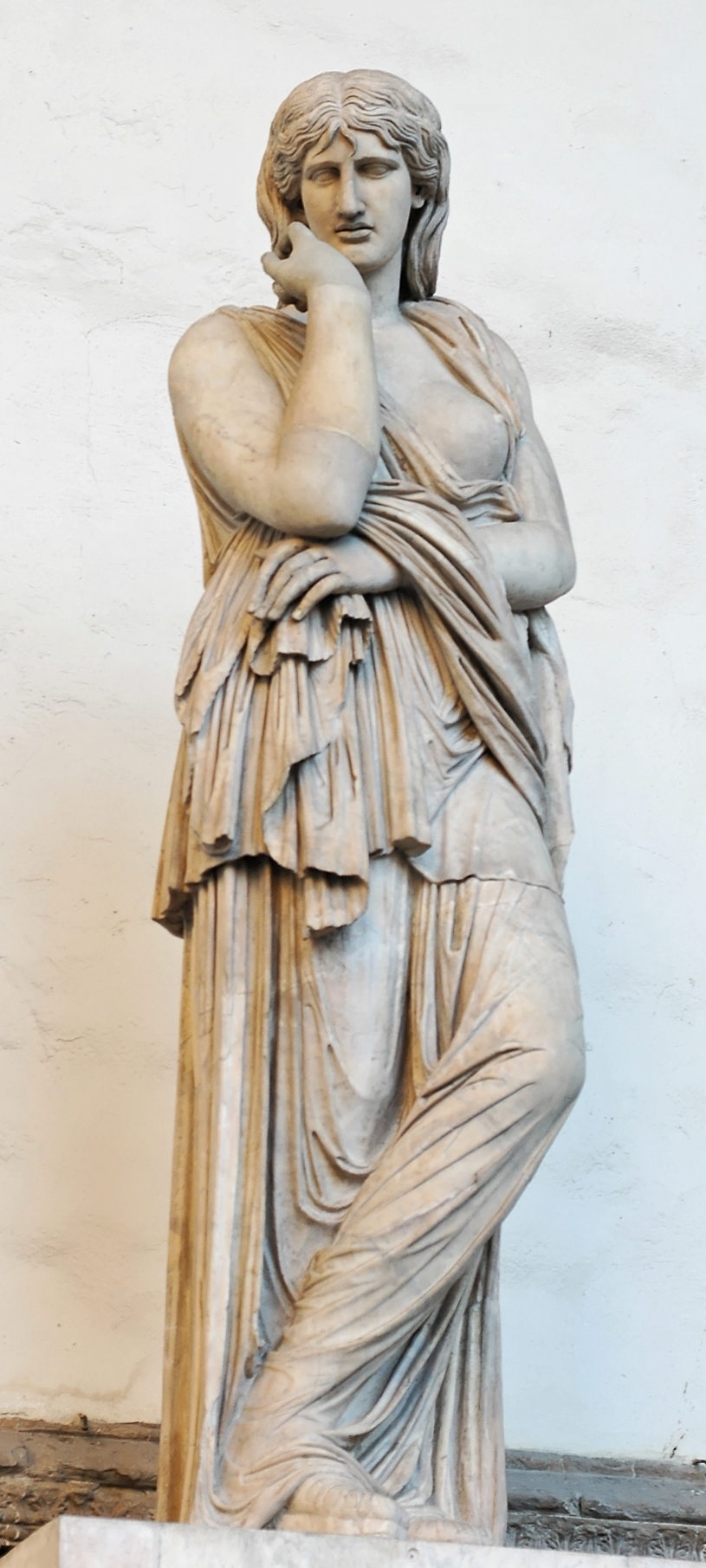
Tusnelda
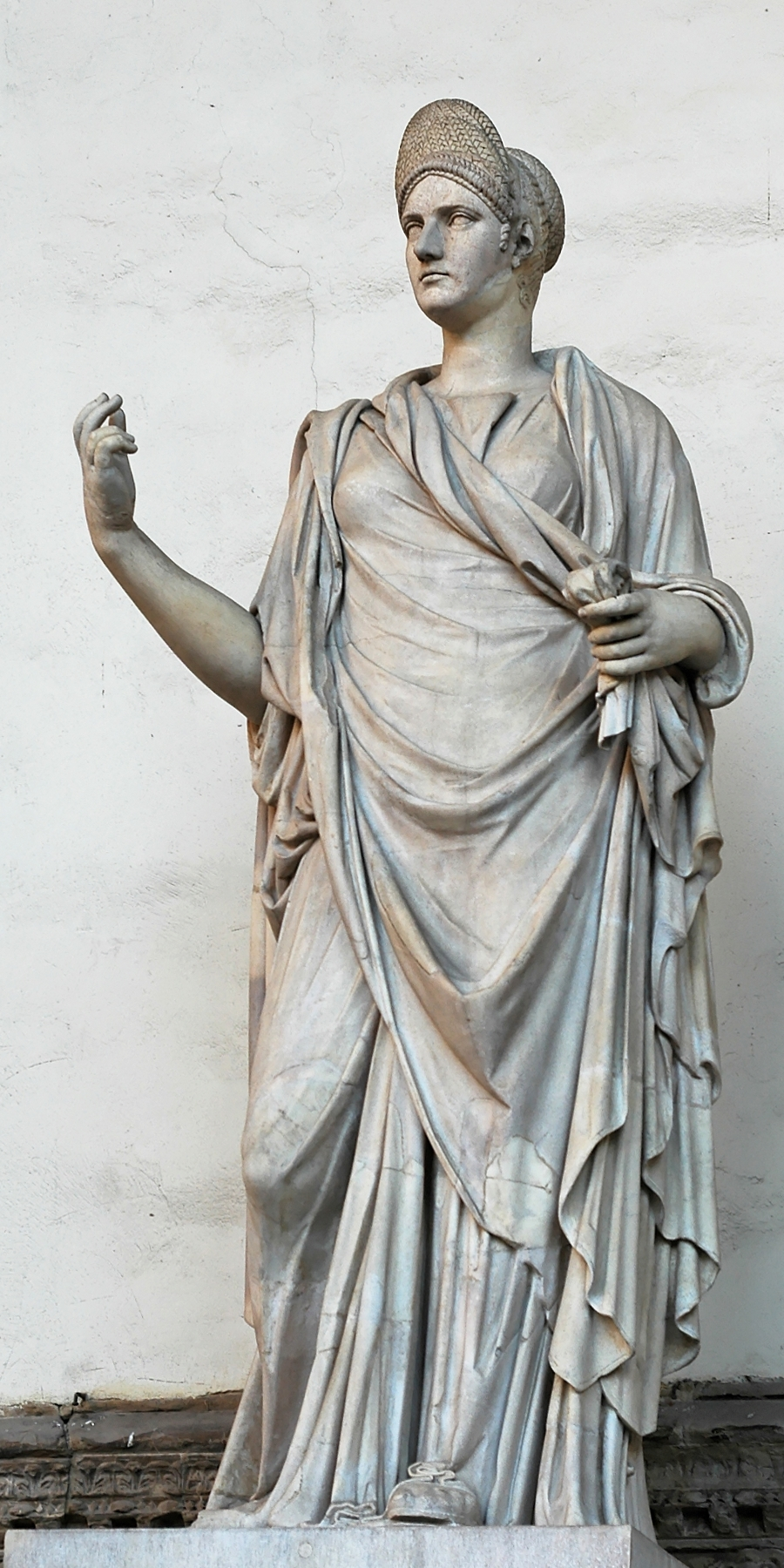
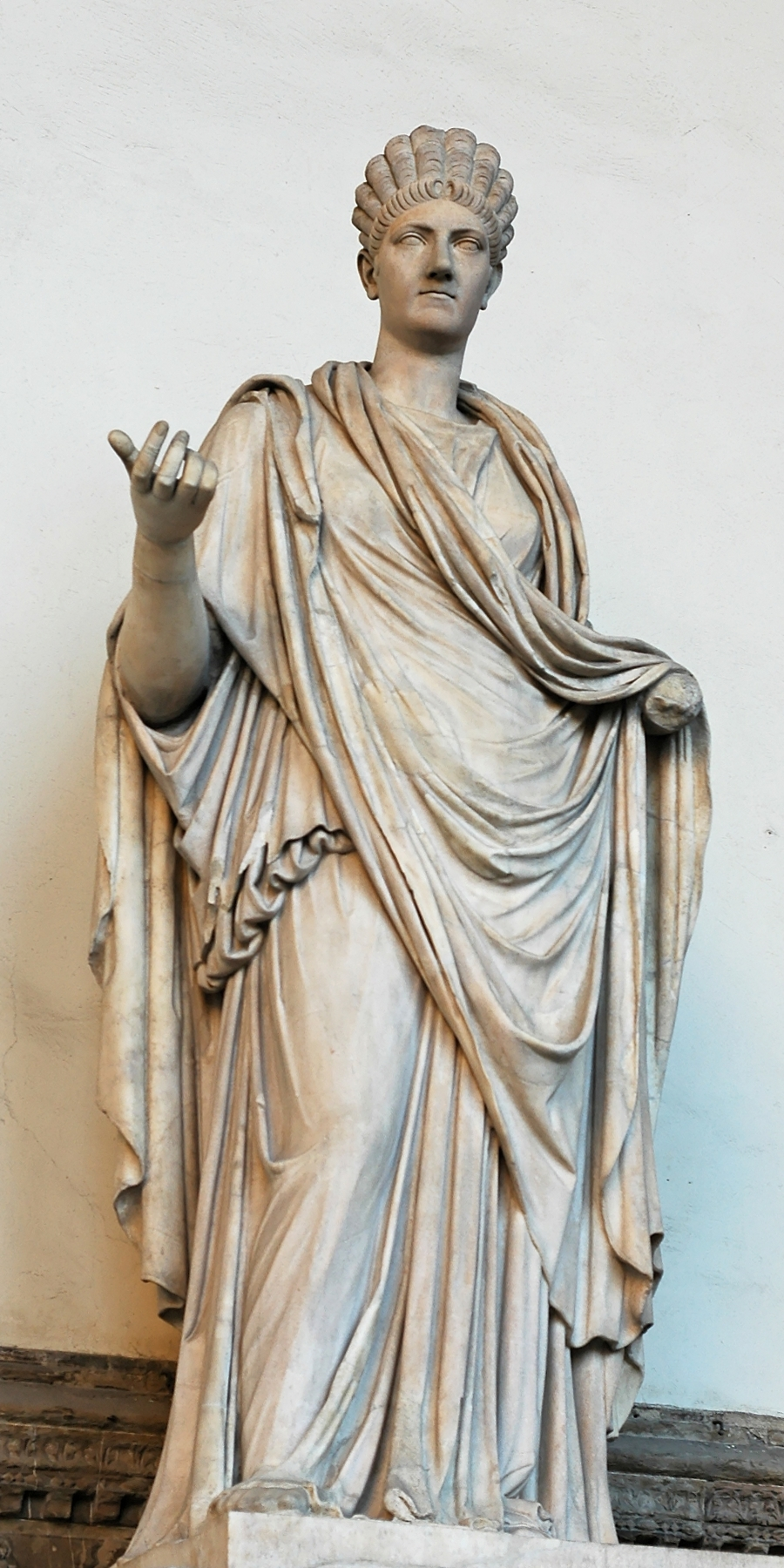
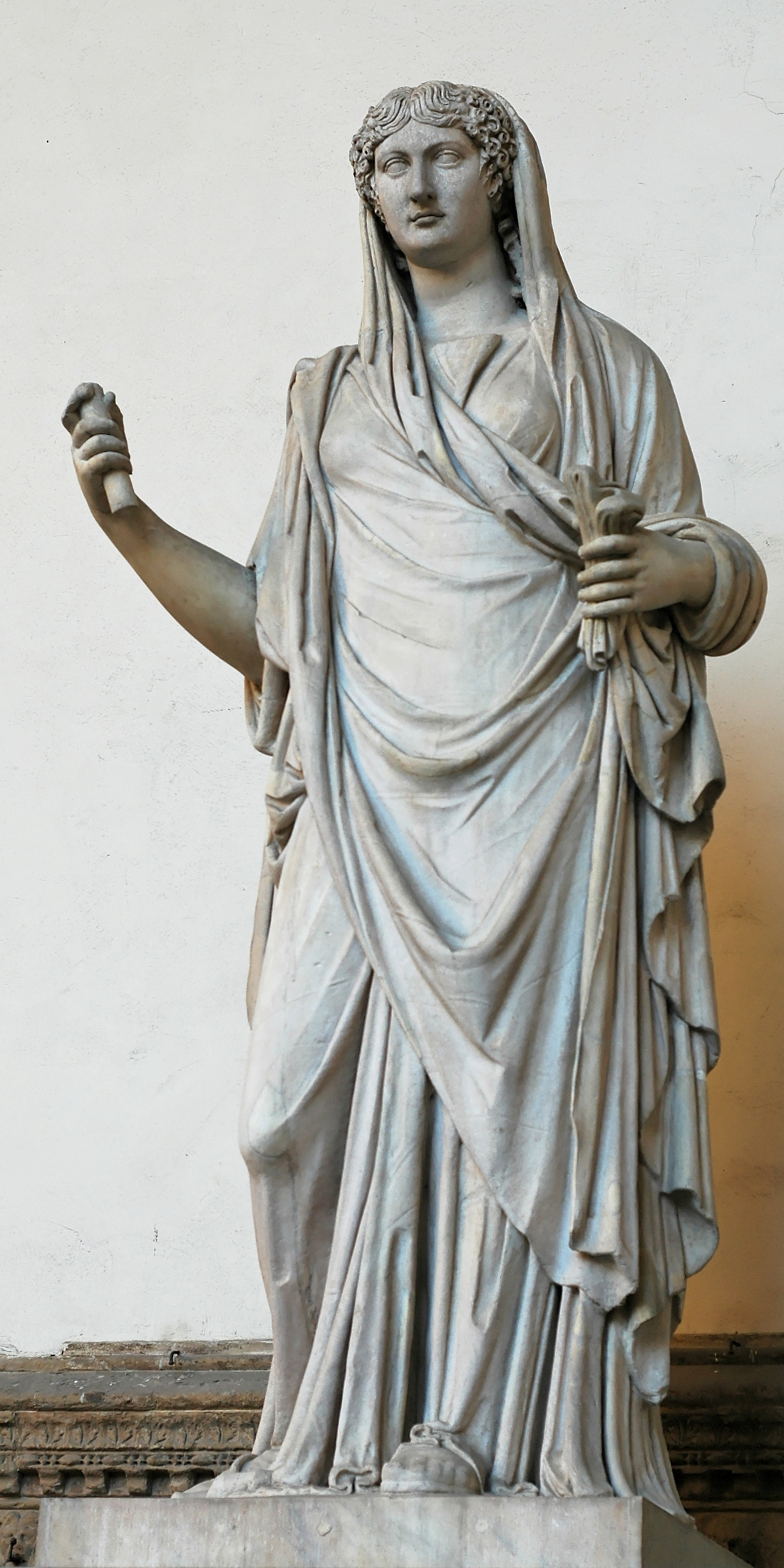